# Incinérateur de Leudelange

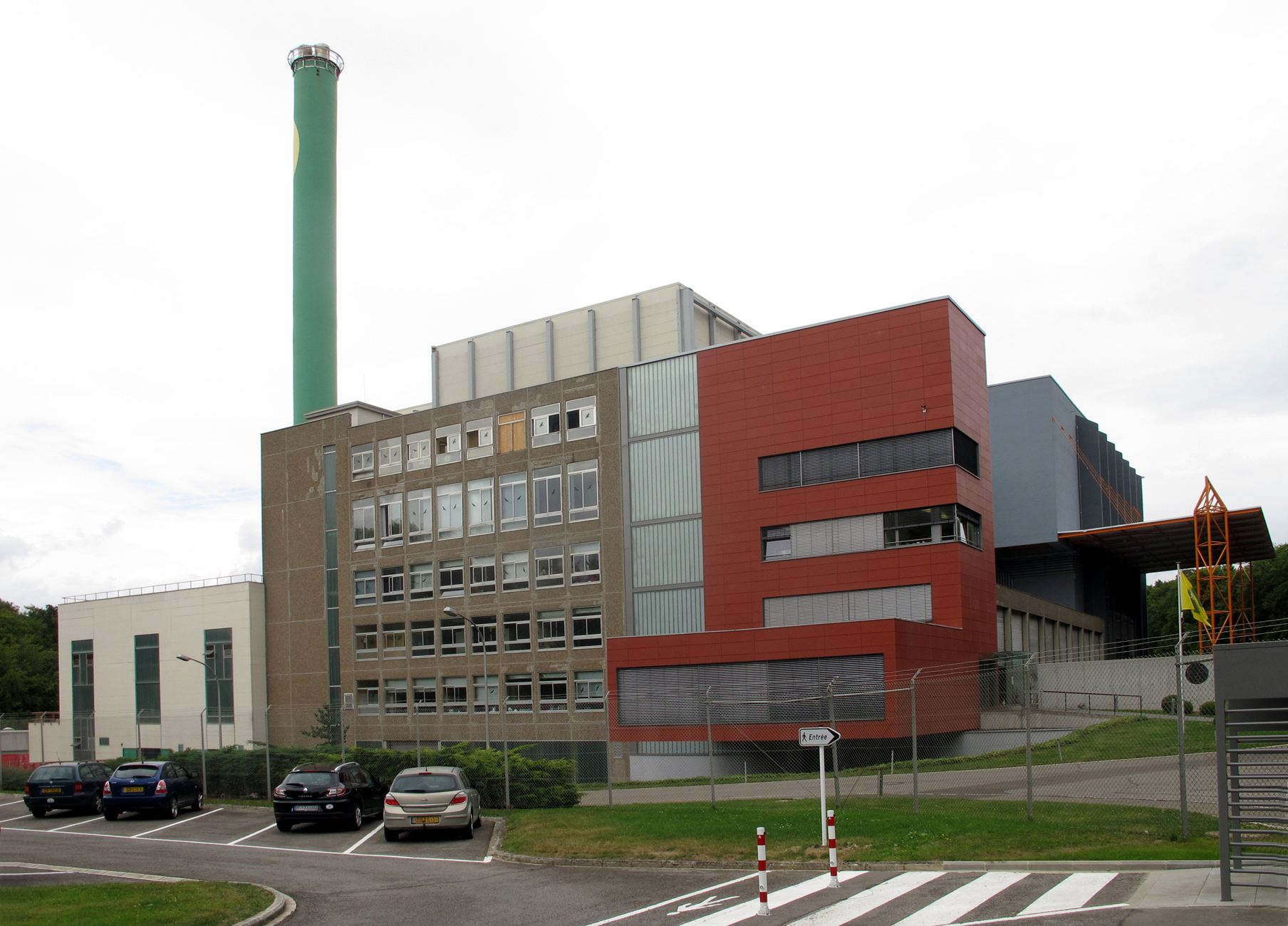
L'incinérateur de Leudelange.

L'incinérateur de Leudelange est l'unique incinérateur de déchets du Luxembourg et qui a vocation à traiter les ordures ménagères collectées sur l'ensemble du pays. Il est situé sur la commune de Leudelange et est exploité par un syndicat intercommunal, le SIDOR.

## Géographie
L'incinérateur de Leudelange est situé au sud de la commune et au sud-ouest de la capitale, dans une zone boisée non loin de la limite communale avec Bettembourg. Par la route, il est accessible par le chemin repris 163 (49° 33′ 13″ N, 6° 04′ 15″ E).

## Histoire
La construction de l'incinérateur débute en 1974 et est mis en service en 1976, il est inauguré officiellement 1977 en présence du grand-duc Jean. Il a mis fin à l'ancienne décharge de Cessange (en luxembourgeois : Zéissénger Tipp) devenue inadaptée.
Les deux fours initiaux sont complétés par un 3e en 1985. Après plusieurs mises à niveau en 1988 et 1995, l'usine est reconstruite entre 2009 et 2010 et inaugurée le 14 mars 2011,.
Le 24 juillet 2009, un ouvrier allemand travaillant à 60 mètres de hauteur dans la cheminée de l'incinérateur décède en raison de la chaleur ayant atteint les 60°C ; le procès ayant suivi a vu le gérant de la société être condamné à 6 mois de prison avec sursis et à une amende le 1er juin 2016,.
Depuis le 1er janvier 2015, l'incinérateur traite l'ensemble des déchets du pays et non plus uniquement ceux du SIDOR grâce à des accords avec les deux autres syndicats intercommunaux de gestion des déchets du pays, le SIDEC et le SIGRE à la suite de la fermeture de la décharge du Fridhaff gérée par le premier.

## Description

### Gestion administrative
L'incinérateur est géré par un syndicat intercommunal, le Syndicat intercommunal pour la construction, l'exploitation et l'entretien d'une installation destinée à la destruction des ordures des communes des cantons de Luxembourg, d'Esch et de Capellen abrégé en SIDOR réunissant les 34 communes des cantons de Luxembourg, d'Esch-sur-Alzette et de Capellen,.
Il a été créé par l'arrêté grand-ducal du 18 juin 1971 autorisant la création du « syndicat intercommunal pour la construction, l'exploitation et l'entretien d’une installation destinée à la destruction des ordures des communes des cantons de Luxembourg, d'Esch et de Capellen » et entré en vigueur le 6 juillet suivant

### Fonctionnement
L'incinérateur fonctionne en permanence et peut traiter 60 à 80 tonnes de déchets par heure,. 70 % des déchets urbains du pays y sont incinérés. La cheminée mesure près de 80 mètres de haut.
En 2022, l'incinérateur a traité 163 000 tonnes de déchets dont 128 000 tonnes provenant des communes membres du SIDOR. 100 à 120 camions viennent déverser leurs déchets chaque jour, où ils sont stockés deux à trois jours avant incinération. Chaque année, 28 000 tonnes de scories sont ensuite exportées en Allemagne où elles servent à la construction de routes,.
L'incinérateur produit également de l'électricité, à partir de la chaleur dégagée qui est ensuite renvoyé dans le réseau Enovos (lb) et permet d'alimenter 33 000 ménages. 3 000 ménages de Luxembourg, mais également des entreprises du Ban de Gasperich (lb) profitent également de la chaleur de l'incinérateur qui est ensuite traitée par la centrale de chauffage urbain ECCO,,. La drogue saisie au Luxembourg y est également détruite.